# Blue Mounds (Town)
Die Town of Blue Mounds ist eine von 34 Towns im Dane County im US-amerikanischen Bundesstaat Wisconsin. Im Jahr 2010 hatte die Town of Blue Mounds 968 Einwohner.
Town hat in Wisconsin eine grundlegend andere Bedeutung, als im übrigen englischsprachigen Bereich. Vielmehr entspricht sie den in den anderen US-Bundesstaaten üblichen Townships, die nach dem County die nächstkleinere Verwaltungseinheit bilden.
Das Gebiet der Town of Blue Mounds ist Bestandteil der Metropolregion Madison.

## Geografie
Die Town of Blue Mounds liegt im Süden Wisconsins, im südwestlichen Vorortbereich von dessen Hauptstadt Madison. Der am Mississippi gelegene Schnittpunkt der drei Bundesstaaten Wisconsin, Iowa und Minnesota liegt rund 165 km westnordwestlich; nach Illinois sind es rund 70 km in südlicher Richtung.
Die Koordinaten des geografischen Zentrums der Town of Blue Mounds sind 42°59′07″ nördlicher Breite und 89°46′35″ westlicher Länge. Sie erstreckt sich über eine Fläche von 85,5 km². Im Nordwesten liegt die vollständig von der Town of Blue Mounds umschlossene selbstständige Gemeinde Blue Mounds, ohne dass diese der Town angehört.
Die Town of Blue Mounds liegt im Südwesten des Dane County und grenzt an folgende Nachbartowns und selbstständige Gemeinden:
|                               | Town of Vermont                             | Town of Cross Plains                      |
| Town of Brigham (Iowa County) | Kompassrose, die auf Nachbargemeinden zeigt | Village of Mount Horeb Town of Springdale |
|                               | Town of Perry                               | Town of Primrose                          |

## Verkehr
In West-Ost-Richtung verlaufen auf einem vierspurig ausgebauten gemeinsamen Streckenabschnitt die U.S. Highways 18 und 151 durch das Gebiet der Town of Blue Mounds. Der Wisconsin State Highway 78 führt in Nord-Süd-Richtung durch die Town. Daneben führen noch die County Highway E, F und Z durch die Town. Alle weiteren Straßen sind untergeordnete Landstraßen sowie teils unbefestigte Fahrwege.
Parallel zur Straße US 18 / US 151 verläuft durch die auf der Trasse einer ehemaligen Eisenbahnstrecke der Chicago and North Western Railway mit dem Military Ridge State Trail ein Rail Trail für Wanderer und Radfahrer. Im Winter kann der Wanderweg auch mit Schneemobilen befahren werden.
Der nächste Flughafen ist der Dane County Regional Airport in Wisconsins Hauptstadt Madison (rund 55 km ostnordöstlich).

## Bevölkerung
Nach der Volkszählung im Jahr 2010 lebten in der Town of Blue Mounds 968 Menschen in 353 Haushalten. Die Bevölkerungsdichte betrug 11,3 Einwohner pro Quadratkilometer. In den 353 Haushalten lebten statistisch je 2,74 Personen.
Ethnisch betrachtet setzte sich die Bevölkerung zusammen aus 97,4 Prozent Weißen, 0,8 Prozent Afroamerikanern, 0,4 Prozent amerikanischen Ureinwohnern, 0,7 Prozent Asiaten sowie 0,6 Prozent aus anderen ethnischen Gruppen. Unabhängig von der ethnischen Zugehörigkeit waren 2,4 Prozent der Bevölkerung spanischer oder lateinamerikanischer Abstammung.
27,2 Prozent der Bevölkerung waren unter 18 Jahre alt, 61,3 Prozent waren zwischen 18 und 64 und 11,5 Prozent waren 65 Jahre oder älter. 50,2 Prozent der Bevölkerung war weiblich.
Das mittlere jährliche Einkommen eines Haushalts lag bei 78.578 USD. Das Pro-Kopf-Einkommen betrug 31.266 USD. 2,3 Prozent der Einwohner lebten unterhalb der Armutsgrenze.

## Ortschaften in der Town of Blue Mounds
Neben Streubesiedlung existieren in der Town of Blue Mounds keine weiteren Siedlungen.